# 8968 Europaeus
8968 Europaeus è un asteroide della fascia principale. Scoperto nel 1973, presenta un'orbita caratterizzata da un semiasse maggiore pari a 3,0114758 UA e da un'eccentricità di 0,1196920, inclinata di 9,68573° rispetto all'eclittica.